# Z pekla
Z pekla je komiksová minisérie, kterou vytvořili komiksový scenárista Alan Moore a kreslíř Eddie Campbell. Předkládá fiktivní příběh vraha prostitutek Jacka Rozparovače. Název díla byl odvozen z úvodu dopisu z roku 1888, jehož autor se představil jako Jack Rozparovač. Série byla poprvé publikována mezi roky 1991 a 1996. V roce 2001 byl na motivy komiksu natočen stejnojmenný film.

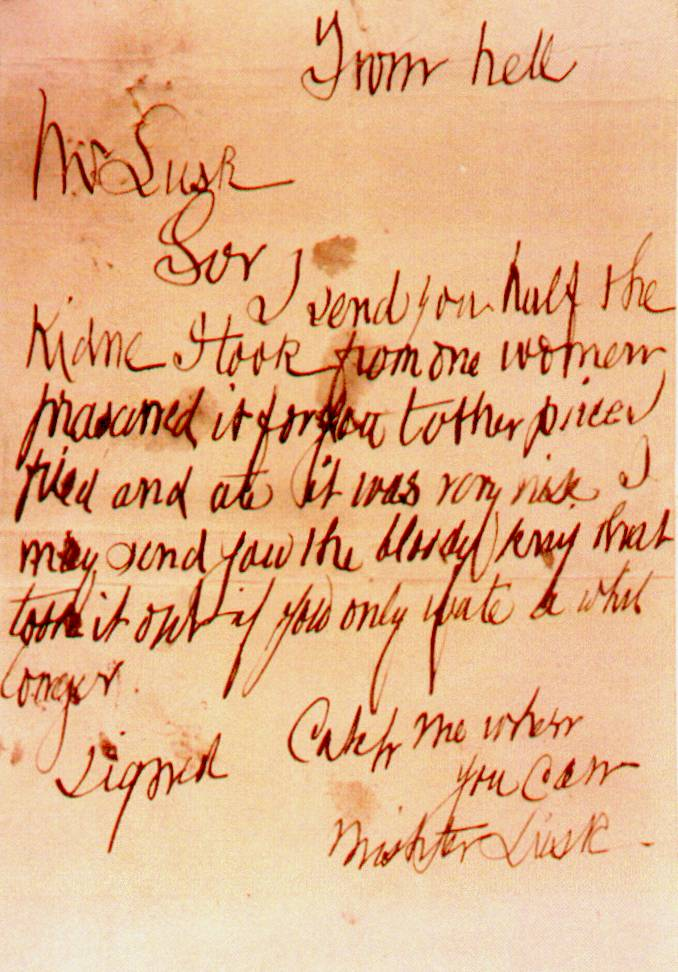
Dopis "Z pekla" s datem poštovního razítka 15. říjen 1888.

## O díle
Z pekla bylo původně vydáváno epizodicky v komiksovém sborníku Taboo; sborník byl vydáván v nakladatelství Steve Bissetteho Spiderbaby Grafix. Taboo vyšlo pouze několik čísel a Moore s Campellem zkusili svůj epizodický román vydat nejdříve v Tundra Publishing, a následně Kitchen Sink Press. Minisérie byla vydána v deseti epizodách v letech 1991 až 1996; dodatek vyšel roku 1998. Zkompletován vyšel román pod nakladatelstvím Eddie Campbell Comics roku 1999.